# 前637年
| 千纪： | 前1千纪 |
| 世纪： | 前8世纪 \| 前7世纪 \| 前6世纪 |
| 年代： | 前660年代 \| 前650年代 \| 前640年代 \| 前630年代 \| 前620年代 \| 前610年代 \| 前600年代 |
| 年份： | 前642年 \| 前641年 \| 前640年 \| 前639年 \| 前638年 \| 前637年 \| 前636年 \| 前635年 \| 前634年 \| 前633年 \| 前632年                                                                         |
| 纪年： | 周襄王十五年 魯僖公二十三年 齊孝公六年 晉惠公十四年 秦穆公二十三年 宋襄公十四年 楚成王三十五年 衛文公二十三年 陳穆公十一年 蔡庄侯九年 曹共公十六年 郑文公三十六年 燕襄公二十一年 杞成公十八年 |

## 大事记
- 從秦國逃回的太子圉繼位為晉國國君，即晉懷公。
- 重耳路過鄭國，未受鄭文公接見。
- 重耳和楚成王約定「退避三舍」。
- 秦穆公許配懷嬴給重耳。
- 宋國公子王臣繼位，是為宋成公。
- 周襄王派翟人攻伐郑国，并娶翟人之女为后。
- 十二月，欒枝、郤縠等人聽說重耳在秦國，都暗中來勸重耳回國，於是秦穆公就派軍隊護送重耳回晉國，派人先通知欒枝、郤縠的黨徒作內應。

## 逝世
- 晋惠公夷吾，春秋时代晋国君主，霸主晋文公的弟弟（出生不详）。
- 宋襄公，子姓，名茲甫，春秋五霸之一，為宋國君主。